# Região Ocidental (Paraguai)
A Região Ocidental, é uma das duas regiões geográficas da Paraguai. A grande e aplainada região do Chaco é extensa da margem direita do rio Paraguai. Essa região, de terras e planícies, revestida por uma vegetação espalhada, equivale a dois terços do país. Pertence à região chamada Gran Chaco, composta mesmo pelo Brasil sul-ocidental, a Bolívia oriental e a Argentina setentrional. Na região do Chaco, o terreno cresce aos poucos desde o rio Paraguai e alcança mais de 300 metros na fronteira oeste do país. Mais de 40% dos paraguaios moram no Chaco. Nesta região há sérias dificuldades que fazem os automóveis, os caminhões e os ônibus atolarem nas estradas de terra em dias de chuva e a riqueza do solo não é tão grande como o solo do leste do Paraguai.